# Wilhelm Grevel
Friedrich Wilhelm Alexander Grevel (* 13. September 1835 in Essen; † 15. November 1918 in Düsseldorf) war ein deutscher Apotheker, Politiker und Heimatforscher in Essen.

## Leben und Wirken
Wilhelm Grevel wurde in Essen als Sohn eines Apothekers geboren und zog im Kindesalter mit seinen Eltern nach Sterkrade. Bis 1852 besuchte er das Gymnasium in Dortmund und absolvierte ein Studium der Pharmazie in Breslau. 1860 erwarb und übernahm er die Apotheke seines Onkels in Steele am Markt (heute Kaiser-Otto-Platz) und verlegte sie später nach Osten in Richtung Königssteele.
Von 1863 bis zu seinem Wegzug nach Düsseldorf im Jahr 1891 war Grevel Stadtverordneter der damaligen Stadt Steele. Zeitweise war er unbesoldeter Beigeordneter und Kreistagsabgeordneter. Zudem war er Vorsitzender des Grubenvorstands der Zeche Johann Deimelsberg, Aufsichtsratsmitglied der Gutehoffnungshütte und ab 1866 Mitglied der Essener Handelskammer.
Grevel war Mitbegründer des Historischen Vereins für Stadt und Stift Essen. Als mehrfacher Autor der Beiträge zur Geschichte von Stadt und Stift Essen widmete er sich insbesondere der Geschichte der Essener Gewehrindustrie, der Eisen- und Gussstahlindustrie, der Steeler Glashütten, des Steinkohlebergbaus und der Entwicklung der Stadt Essen.
1890 war für Wilhelm Grevel die Verleihung der Ehrenbürgerschaft der Stadt Steele vorgesehen, die er ablehnte, da seine Verdienste um die Stadt Steele nicht so hervorragende seien, um eine solche Ehre zu rechtfertigen. Anfang 1891 gab er die Apotheke auf und verzog nach Düsseldorf, wo er seinen Lebensabend verbrachte.
Grevel war Gesellschafter der am 8. Januar 1910 gegründeten Essener Hotelgesellschaft m.b.H. Kaiserhof zum Zweck der Ausrüstung, der Einrichtung und des Betriebs eines modernen, großen Hotels, dem 1912 eröffneten Hotel Kaiserhof.
Bei seinem Tod 1918 übereignete Grevel testamentarisch seine private Büchersammlung, eine der größten zur rheinischen und westfälischen Geschichte, der Stadtbibliothek Essen. Diese Sammlung bildet seither den Kern des heimatkundlichen Bestandes der Bibliothek.  Während des Zweiten Weltkriegs waren die Bücher der Grevel-Sammlung ausgelagert und überdauerten so die Bombardierungen Essens. Die Sammlung ist seit 1950 in den Gesamtbestand der Stadtbibliothek integriert und bildet einen wesentlichen Teil des Altbestandes der Bibliothek.
In Essen-Frohnhausen ist die Grevelstraße nahe dem Gervinuspark nach ihm benannt.

## Werke
- Stammbaum der Familie Grevel. Norden, Soltau 1893. Digitalisat
- Stammtafeln der Familie Lueg. Düsseldorf 1899. Digitalisierte Ausgabe der Universitäts- und Landesbibliothek Düsseldorf